# Images (grup de música)
Images és un grup francès de música pop, que va tenir un gran èxit entre 1986 i 1989. Els seus membres són de Tolosa de Llenguadoc. El grup es va unir el 1999 pel cantant Émile Wandelmer i va adoptar un nou nom Émile et Images. El 1986, el seu èxit més gran, Les Démons de minuit, va ocupar el primer lloc durant 13 setmanes a França.

## La dècada de 1980

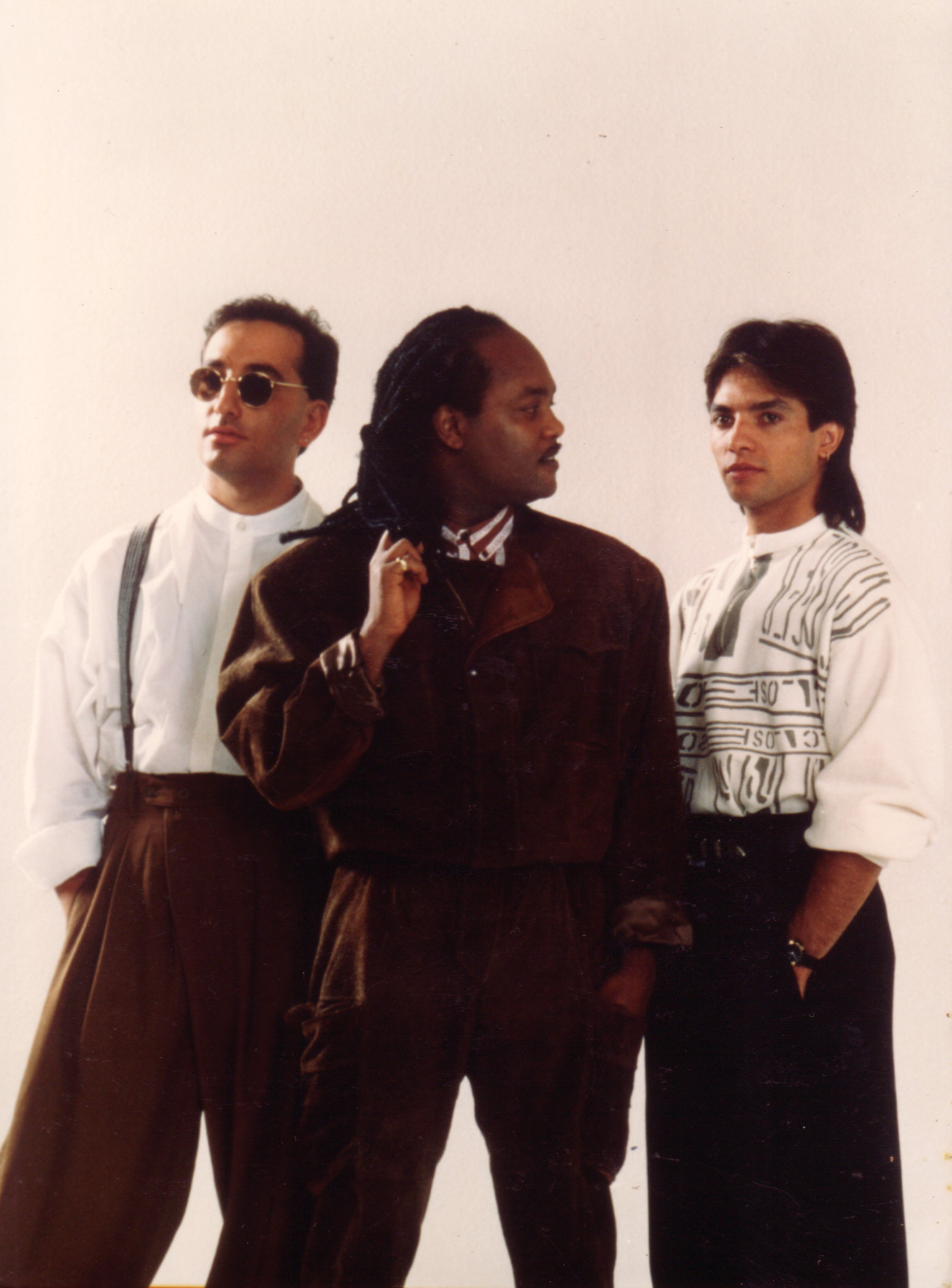
D'esquerra a dreta: Jean-Louis Pujade. Mario Ramsamy. Frédéric Locci. (1987)

Images estava formada pel cantant Mario Ramsamy, Jean-Louis Pujade a la bateria i Christophe Després al baix. Posteriorment, Christophe Després va deixar el grup l'octubre de 1986 i va ser substituït per Frédéric Locci al baix i als cors, i va co-compondre l'Album d'Images. Christophe Després formarà Pacifique amb el seu germà Stéphane i la cantant Cathy Lajous. Pacifique també és un grup dels anys 80 i interpreta l'èxit Quand tu serres mon corps el 1989.
El grup Images va ser especialment conegut pel seu títol l'any 1986, Les Démons de minuit. Va romandre número 1 del Top 50 francès durant 13 setmanes consecutives, la cançó va ser versionada diverses vegades. El clip d'aquesta cançó va causar una mica d'escàndol, perquè representava un home de l'Església en una temptació. Poc després es va publicar la versió en anglès, titulada Love Emotion.
En els mesos següents, Images va produir diversos èxits més, com Corps à corps (núm. 4, el 1987) o Maîtresse (núm. 6, el 1988). Aquestes cançons es recullen en el seu primer disc titulat L'album d'Images, publicat l'any 1987.

## La dècada de 1990
Després de la marxa de Frédéric Locci el 1990, el trio es va convertir en un duo i es va limitar a Mario Ramsamy i Jean-Louis Pujade. El grup, malgrat altres discos, es manté més o menys a l'ombra.
L'any 1999, Images es va unir a Émile Wandelmer, l'ex cantant del grup Gold, que ja havia prestat notablement la seva veu als cors dels 45 rpm Le Cœur en exil el 1987. Així va néixer Émile et Images, que va tornar a l'èxit amb la publicació d'un disc dels respectius majors èxits d'Emile i del grup, totalment reinstrumentalitzats, disc que vendria més d'un milió de còpies a França.